# Połączenie sworzniowe

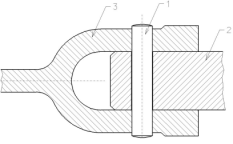
Połączenie sworzniowe: 1 - sworzeń; 2 - ucho; 3 - widełki.

Połączenie sworzniowe – połączenie rozłączne ruchowe, w którym elementem pośredniczącym jest walcowy sworzeń.
Połączenie sworzniowe zwykle wykorzystywane jest do łączenia przegubów. Sworzeń może być umieszczony na wcisk w jednym elemencie przegubu, podczas gdy pasowanie z drugim elementem jest luźne. Pozwala to na obrót jednego z elementów względem osi sworznia.
Przykładem połączenia sworzniowego jest połączenie tłoka silnika spalinowego z korbowodem za pomocą sworznia tłokowego.
Obliczenia wytrzymałościowe połączenia sworzniowego polegają na sprawdzeniu wytrzymałości sworznia na ścinanie oraz na naciski powierzchniowe. Naprężenia ścinające nie mogą przekroczyć współczynnika bezpieczeństwa kt, a maksymalny nacisk - nacisku dopuszczalnego Pdop. Elementy przegubu zwykle są sprawdzane wytrzymałościowo na rozciąganie kr lub inne w zależności od rodzaju ich obciążenia.